# Сива патица
Сивата патица (Mareca strepera) е представител на семейство Патицови, разред Гъскоподобни, със средни размери.

## Подвидове
- † A. s. couesi
- A. s. strepera

## Физическа характеристика
Тежи между 500 и 1300 гр. Дължина на тялото 43–55 см, размах на крилете около 95 см. Няма силно изразен полов диморфизъм. Лети бързо и леко, но шумно, излита вертикално. Женската издава висок крясък подобно на врана.

## Разпространение и местообитание
Сравнително широко разпространена в Европа, Азия и Северна Америка, среща се и в България. Типична прелетна птица. Обитава езера или бавно течащи реки, богати на водна растителност.

## Начин на живот и хранене
Приема предимно растителна храна, като зимно време се храни и с неголеми количества животинска.

## Размножаване
Гнездото си построява директно на земята в равнините, понякога отдалечено на един-два километра от водоема. Обикновено е скрито под храст или друга подходяща растителност, но може да бъде и на открито в близост до гнезда на чайки, калугерици и др. Гнездото представлява ямка, застлана със суха трева и пух. Снася от 5 до 14 жълтеникави или зеленикави яйца. Мъти 27–28 дни само женската. Малките се излюпват достатъчно развити за да могат да се придвижват и хранят самостоятелно.

## Допълнителни сведения
Включена в Червената книга на България.